# 波斯出使歐洲使團 (1609年-1615年)

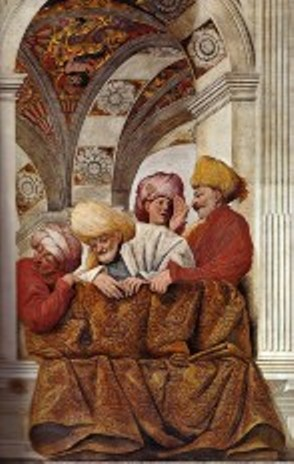
羅馬奎里納爾宮的壁畫，顯示波斯使者拜訪保祿五世。

1609年至1615年波斯出使歐洲使團是波斯沙阿在1609年派遣出使，爭取與歐洲結盟對抗奧斯曼帝國。使團由英國人羅伯特·舍里（Robert Shirley）帶領。

## 背景
波斯人與奧斯曼帝國的戰爭已持續了超過一個世紀，因此波斯希望可以獲得歐洲人的協助對抗奧斯曼帝國。除了領土紛爭之外，強烈的宗教對立也發生在波斯與奧斯曼帝國之間，波斯人多信奉什葉派，而奧斯曼人則以遜尼派為主。波斯在1603年至1618年與奧斯曼帝國爆發戰爭，促使波斯再次與歐洲天主教國家（哈布斯堡君主國、意大利及西班牙）建立友好關係。波斯曾經在1599年派遣過使團出歐洲。

## 使團

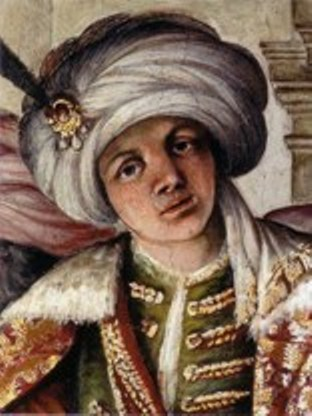
羅馬奎里納爾宮的壁畫顯示羅伯特·舍里拜訪保祿五世

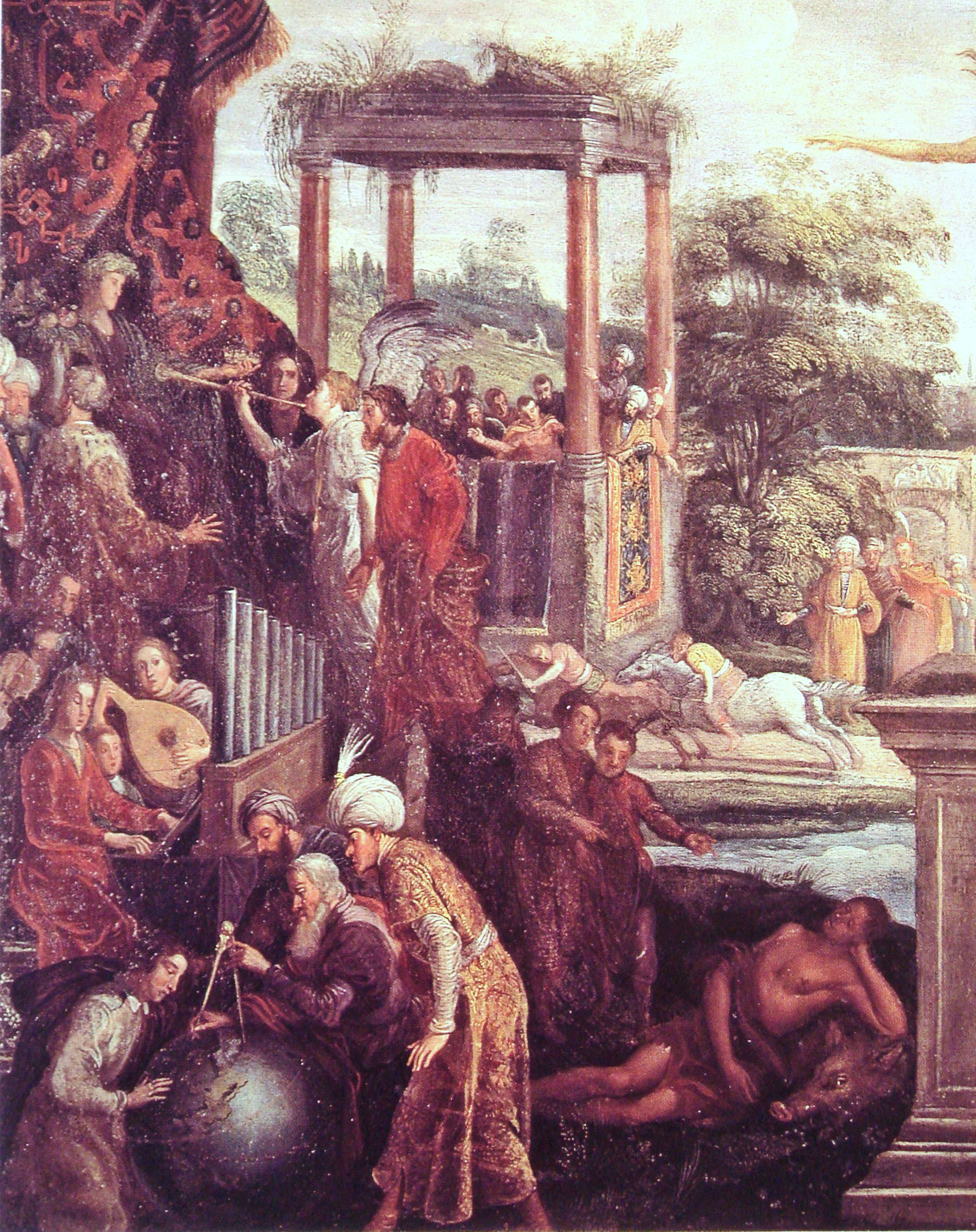
畫家弗蘭斯·弗蘭肯在1628年所畫的畫，顯示阿拔斯一世成為凱撒時眾人吹奏喇叭，使團亦在現場。

使團到過克拉科夫、布拉格、佛羅倫斯、羅馬、馬德里和倫敦，經印度莫臥兒帝國返回波斯，使團所到的國家常與奧斯曼帝國作戰，舍里因此而得到厚待。他在克拉科夫受到優厚款待，並在布拉格獲授爵士。1609年，魯道夫二世封舍里為神聖羅馬帝國的大法官。接著舍里輾轉佛羅倫斯和米蘭，並在羅馬獲保祿五世接見，其後轉至西班牙。
1611年，舍里抵達英格蘭，但受到在土耳其有重大利益的利凡特公司反對。
舍里遁海路返回波斯，他首先通過好望角在印度河河口登陸，避開了葡萄牙人的襲擊。他在1615年抵達伊斯法罕，隨行的同伴在旅途中全被毒殺。

## 影響
1616年，阿拔斯一世與不列顛東印度公司達成貿易協議。到1622年，「一支由英國和波斯組成的聯軍在波斯灣驅逐葡萄牙和西班牙商人」，攻佔奧爾穆茲。
舍里在1624年再度帶領使團出使英國謀求達成貿易協議。

### 引用
1. 1 2 3 4 5 6  Shadle 1996，第1005頁
2. ↑  Le Strange 2004，第2頁
3. ↑  Khair 2005，第173頁
4. 1 2  Maquerlot & Willems 1996，第17頁
5. ↑  Jones & Stallybrass 2000，第55頁
6. ↑  Badiozamani 2005，第182頁